# Мурзо Сергій Микитович
Мурзо Сергій Микитович (біл. Сяргей Мікітавіч Мурзо, 
1912 Москва — 30 жовтня 1937, Мінськ, БССР — білоруський поет

## Біографія
Походив з родини робітника.

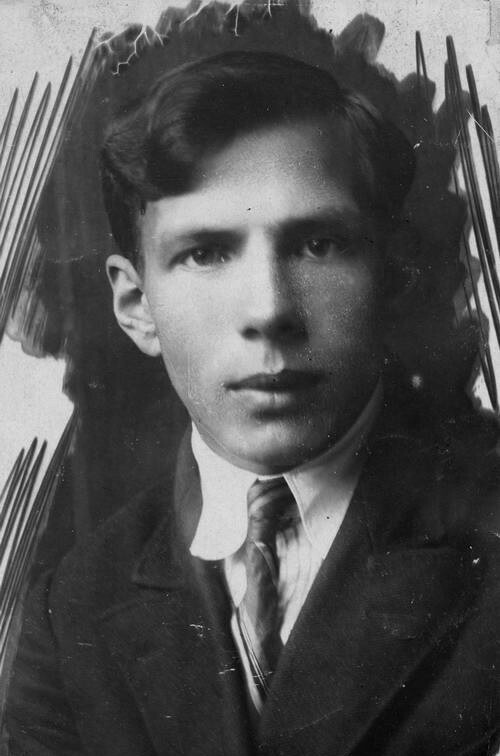
1920-ті

До 1930 року працював токарем на Вітебському верстатобудівному заводі «Комінтерн». Належав до так званих ударних поетів, основною темою яких було прославлення праці робітника. У 1934 році закінчив Московський державний університет. Друкувався з 1929 року. Був членом Вітебської асоціації пролетарських письменників. До арешту працював вчителем середньої школи в 
Краснопіллі Могильовської області.
Був заарештований 3 листопада 1936 у Мінську. Засуджений 28.10.1937 трійкою НКВС як «учасник антирадянської терористичної шпигунсько-диверсійної організації» до вищої міри покарання. Розстріляний 29.10.1937. Посмертно реабілітований 10.11.1956.